# Harrison's Principles of Internal Medicine
Harrison's Principles of Internal Medicine är en amerikansk textbok om internmedicin. Den publicerades första gången 1950, och gavs 2025 ut i sin 22:a utgåva och är numera i två volymer. Även om den riktar sig mot alla kategorier inom den medicinska professionen så används den främst av internmedicinare och yngre läkare samt läkarstudenter. Den har beskrivits som "most recognized book in all of medicine".

## Historik

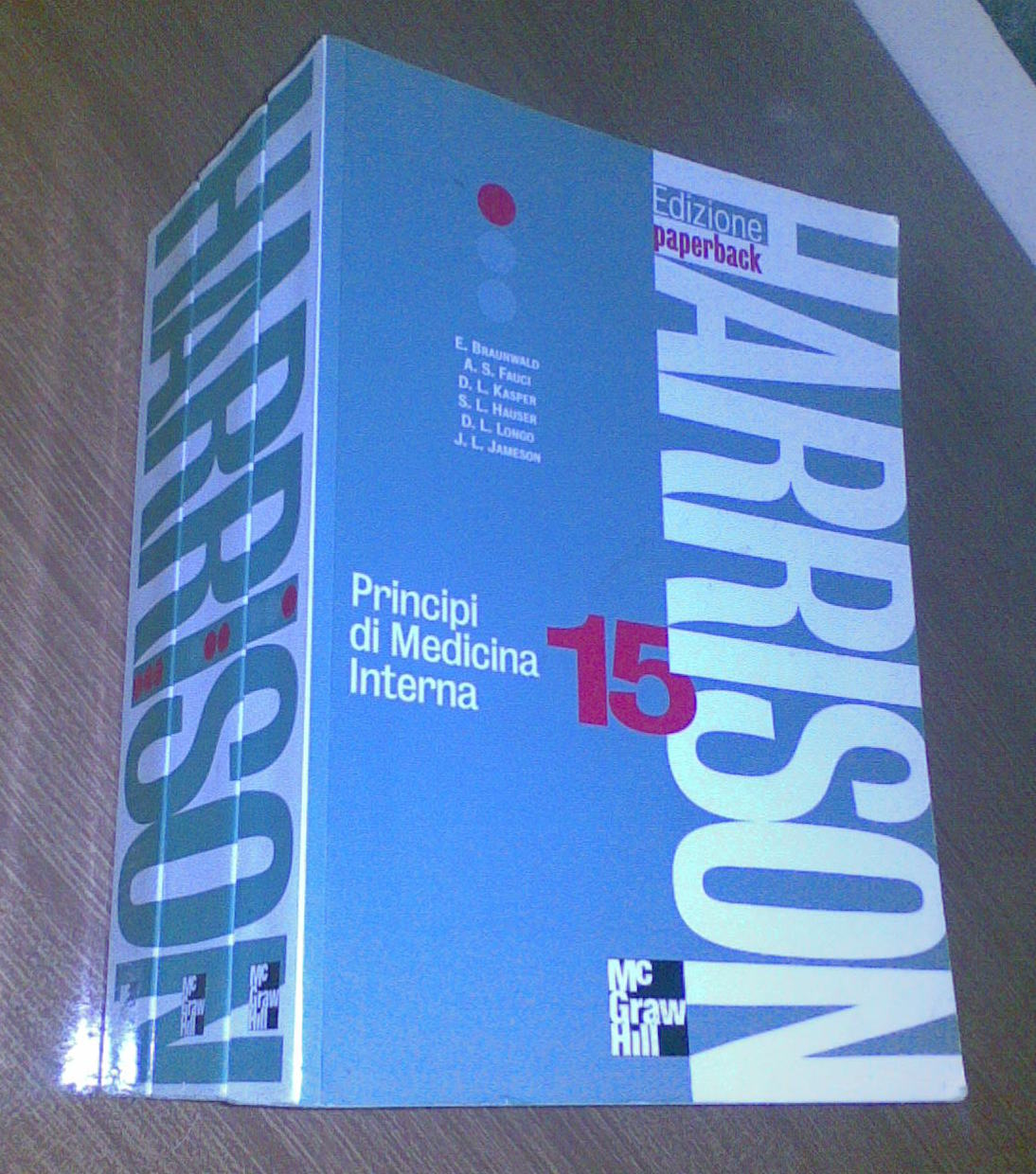
Italienskspråkig version av Harrison's Principles of Internal Medicine.

Boken publicerades första gången 1950 av förlaget Blakiston. Ett känt citat från upphovsmannen och redaktören Tinsley Harrison förekom i denna första utgåva:
| ” | No greater opportunity or obligation can fall the lot of a human being than to be a physician. In the care of suffering he needs technical skill, scientific knowledge and human understanding. He who uses these with courage, humility and wisdom will provide a unique service to his fellow man and will build an enduring edifice of character within himself. The physician should ask of his destiny no more than this and he should be content with no less. Ingen större möjlighet eller förpliktelse kan bli en människas lott än att bli läkare. I vården och omsorgen av de som lider behövs teknisk skicklighet, vetenskaplig kunskap och mänsklig förståelse. Den som använder dessa med mod, ödmjukhet och visdom kommer att bidra med unika tjänster till sin medmänniska och bygga upp sin personliga karaktär på ett bestående sätt. Läkaren ska inte förvänta sig mer, men inte heller vara nöjd med mindre. | „ |

Förlaget Blakiston köptes 1954 upp av McGraw-Hill.
Den 17:e utgåvan (2008) dedicerades till George W. Thorn, som var redaktör för de sju första utgåvorna och "editor in chief" för den åttonde. Han avled 2004.
Den 18:e utgåvan (2012) redigerades av Anthony Fauci, Dennis Kasper, Stephen Hauser, J. Larry Jameson och Joseph Loscalzo. Nya kapitel tillfogades, som  "Systems Biology in Health and Disease," "The Human Microbiome," "The Biology of Aging" och "Neuropsychiatric Illnesses in War Veterans."
Den 19:e utgåvan (2015) redigerades av Dennis Kasper, Anthony Fauci, Stephen Hauser, Dan Longo, J. Larry Jameson och Joseph Loscalzo.
I december 2014 angav AL.com att boken fortfarande var "a best-selling internal medicine text in the United States and around the world," och att den hade blivit översatt till 14 språk.
Den 20:e utgåvan (2018) redigerades av Dennis Kasper, Anthony Fauci, Stephen Hauser, Dan Longo, J. Larry Jameson och Joseph Loscalzo, och gavs ut den 17 augusti 2018.

## Kritik av boken
I januari 2020 genomfördes en bokbränningsceremoni, där den iranske shia-läraren Abbas Tabrizian eldade upp ett exemplar av boken Harrison's Principles of Internal Medicine. Ceremonin filmades och lades ut på nätet där den blev viral. Tabrizian är en auktoritet inom "islamisk medicin", och uppfattar uppenbarligen boken som en symbol för västerländsk medicinsk vetenskap, som han avvisar.

## Utgåva
- Longo Dan L., Fauci Anthony S., Kasper Dennis L., Hauser Stepher, Jameson J. Larry, Loscalzo Joseph, Holland Steven M., Langford Carol A., red (2025-????) (på engelska). Harrison's principles of internal medicine [Elektronisk resurs]. McGraw-Hill's AccessPharmacy (22nd Edition.). New York, N.Y.: McGraw-Hill Education LLC. Libris vfr7xj55sz51148n. ISBN 1265979529